# Les Frettes - massif des Glières
Les Frettes - massif des Glières este o arie protejată (arie de protecție specială avifaunistică — SPA) din Franța întinsă pe o suprafață de 8.069,8 ha, integral pe uscat.

## Localizare
Centrul sitului Les Frettes - massif des Glières este situat la coordonatele 45°57′23″N 6°19′10″E / 45.95639°N 6.31937°E.

## Înființare
Situl Les Frettes - massif des Glières a fost declarat arie de protecție specială avifaunistică în baza directivei 79/409 din 1979 referitoare la conservarea păsărilor sălbatice pentru a proteja 25 de specii de animale.

## Biodiversitate
Situată în ecoregiunea alpină, aria protejată nu include niciun habitat protejat.
La baza desemnării sitului se află mai multe specii protejate de  păsări (25): minunița (Aegolius funereus), vulturul negru (Aegypius monachus), acvilă de munte (Aquila chrysaetos), cocoșul de mesteacăn (Bonasa bonasia), buha (Bubo bubo), barză neagră (Ciconia nigra), șerpar (Circaetus gallicus), erete de stuf (Circus aeruginosus), erete vânăt (Circus cyaneus), ciocănitoare neagră (Dryocopus martius), șoim călător (Falco peregrinus), ciuvică (Glaucidium passerinum), zăgan (Gypaetus barbatus), vulturul pleșuv sur (Gyps fulvus), Lagopus mutus helveticus, sfrâncioc roșiatic (Lanius collurio), ciocârlie de pădure (Lullula arborea), gaia neagră (Milvus migrans), gaia roșie (Milvus milvus), vultur pescar (Pandion haliaetus), viespar (Pernis apivorus), ciocănitoare de munte (Picoides tridactylus), Pyrrhocorax pyrrhocorax, sitar de pădure (Scolopax rusticola), cocoșul de mesteacăn (Tetrao tetrix tetrix).
Pe lângă speciile protejate, pe teritoriul sitului au mai fost identificate 9 specii de păsări.